# Grøn stær
Grøn stær eller glaukom (glaucoma) er en øjensygdom, hvor øjentrykket er for højt, hvilket beskader nervefibrene i synsnerven og nethinden bagest i øjet. Synsfeltet indsnævres gradvist, og der kan opstå områder i synsfeltet med nedsat eller intet syn. Sygdommen kan behandles, men det er vigtigt at opdage den så tidligt som muligt, da skaderne på nervefibrene er irreversible. Ubehandlet kan sygdommen føre til gradvist tiltagende områder i det perifære synsfelt uden syn, hvilket til sidst kun efterlader et centralt synsfelt (tunnelsyn), som også kan forsvinde som det sidste.
Navnet grøn stær kommer af at regnbuehinden i visse former for grøn stær, der ikke behandles, kan føre til varierende nuancer af grøn farve.

## Åbenvinklet grøn stær
Åbenvinklet grøn stær (primært åbenvinklet glaukom) har ofte et snigende forløb.
Skaderne er typisk perifert i synsfeltet, og da de to øjne supplerer hinanden erkendes det først sent af personer med sygdommen.

## Lukketvinklet grøn stær
Lukketvinklet grøn stær (primært lukketvinklet glaukom) udvikler sig ofte hurtigt og med tydelige symptomer. Akut vinkellukning (akut glaukom) giver svære smerter, kvalme og lysfølsomhed, mens kronisk vinkellukning kan være mere snigende og kan give gener lejlighedsvist, f.eks. når pupillen bliver store i mørke.
Årsagen er lukning af den vinkel der udgøres af hornhinden og regnbuehinden hvorigennem øjets kammervæske udløber, og når væsken ikke kan løbe ud, øges øjentrykket.

## Behandling af grøn stær
Grøn stær kan behandles med laser, øjendråber eller kirurgisk.
Laserbehandling af kammervinklen kan forbedre drænet af kammervand og dermed reducere trykket. Øjendråber kan reducere øjentrykket ved at reducere produktionen af kammervand og/eller øge afløbet af kammervand. Kirurgisk behandling kan skabe et øget afløb af kammervæsken ved kirurgisk at øge afløbet af kammervæsken eller ved brug af et dræn-apparat.